# Cantonul Scionzier
Cantonul Scionzier este un canton din arondismentul Bonneville, departamentul Haute-Savoie, regiunea Rhône-Alpes, Franța.

## Comune
- Marnaz
- Nancy-sur-Cluses
- Le Reposoir
- Scionzier (reședință)